# Hydrillodes melanozona
Hydrillodes melanozona är en fjärilsart som beskrevs av Collenette 1929. Hydrillodes melanozona ingår i släktet Hydrillodes och familjen nattflyn. Inga underarter finns listade i Catalogue of Life.